# Manufatura integrada por computador

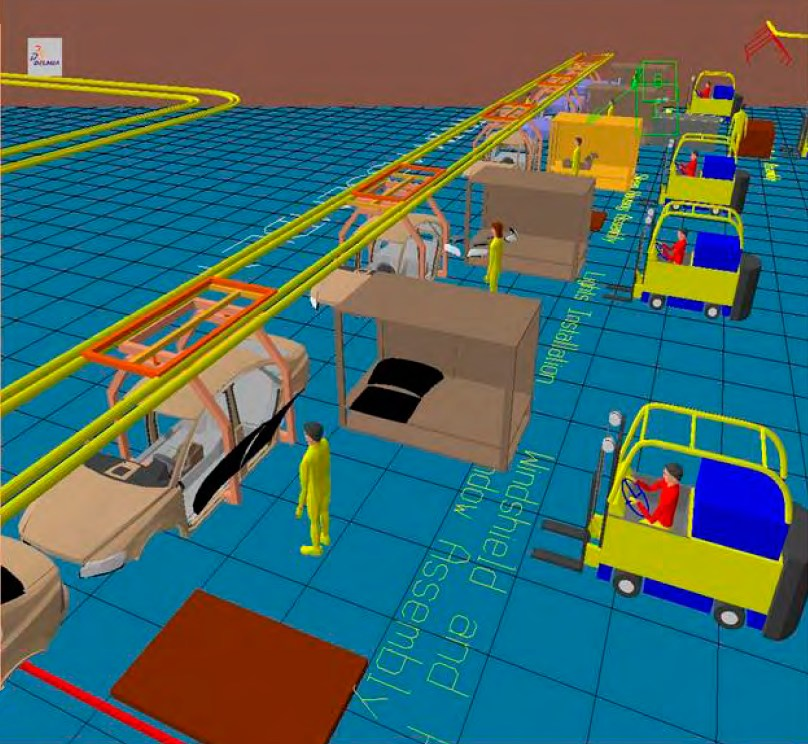
Programa de Integração de Sistemas de Manufatura, NIST 2008

A manufatura integrada por computador (em inglês:  computer-integrated manufacturing) (CIM) é a abordagem de fabricação que usa computadores para controlar todo o processo de produção. Essa integração permite que processos individuais troquem informações com cada parte. A fabricação pode ser mais rápida e menos propensa a erros pela integração de computadores. Normalmente, o CIM depende de processos de controle de malha fechada com base na entrada em tempo real dos sensores. Também é conhecido como projeto e manufatura flexíveis.

## História
A ideia de "manufatura digital" tornou-se proeminente no início dos anos 1970, com o lançamento do livro de Joseph Harrington, Computer Integrated Manufacturing. No entanto, não foi até 1984 quando a manufatura integrada por computador começou a ser desenvolvida e promovida pelos fabricantes de máquinas-ferramenta e pela Computer and Automated Systems Association e a Society of Manufacturing Engineers (CASA/SME).
"CIM é a integração da empresa de manufatura total usando sistemas integrados e comunicação de dados juntamente com novas filosofias gerenciais que melhoram a eficiência organizacional e pessoal." ERHUM

Em uma pesquisa bibliográfica foi mostrado que 37 conceitos diferentes de CIM foram publicados, a maioria deles da Alemanha e dos EUA. Em uma linha do tempo das 37 publicações é possível ver como o conceito CIM se desenvolveu ao longo do tempo. Também é notável o quão diferentes são os conceitos de todas as publicações.